# Linda Stift
Linda Stift (* 26. Februar 1969 in Wagna/Südsteiermark) ist eine österreichische Autorin. Seit ihrem Studium der Germanistik, Philosophie und Slawistik lebt sie als freie Schriftstellerin in Wien.
1998 begann sie freiberuflich als Lektorin für Belletristik- (u. a. im Deuticke Verlag) und Zeitschriftenverlagen zu arbeiten. Ebenfalls 1998 fand ihr allererster öffentlicher Auftritt als Schriftstellerin im Lifestyle-Magazin Wienerin im Rahmen eines Schreibwettbewerbs statt, den sie gewann.
Bald darauf erschien ein Beitrag von ihr in einer Anthologie des Milena Verlags. Es folgten weitere Veröffentlichungen in Literaturzeitschriften wie Sterz und Kolik. Außerdem verfasste Linda Stift eine Reihe von Beiträgen für das Feuilleton verschiedener Tageszeitungen, vor allem Buchrezensionen und Reiseartikel.
Für ihre Arbeit erhielt sie zahlreiche Preise und Stipendien.
1999 war sie, neben Martina Schmidt, die Mitherausgeberin der Anthologie „Weihnachten für Fortgeschrittene“.
Ihr erster Roman Kingpeng erschien im Jahr 2005. 2007 folgte Stierhunger.
2009 war Linda Stift für den Ingeborg-Bachmann-Preis nominiert.
Die Autorin Andrea Stift-Laube ist ihre Cousine.

## Werke
- Weihnachten für Fortgeschrittene, Das Überlebenspaket zum Fest (Anthologie), mit Illustrationen von Rudolph Klein und einer Audio-CD, Deuticke Verlag, Wien 1999. Herausgeberin (gem. mit Martina Schmidt).
- Kingpeng (Roman), Deuticke Verlag, Wien 2005, ISBN 978-3-5520-6008-1.
- Stierhunger (Roman), Deuticke Verlag, Wien 2007, ISBN 978-3-552-06068-5.
- Kein einziger Tag (Roman), Deuticke Verlag, Wien 2011, ISBN 978-3-552-06160-6.